# Hloubek (přírodní rezervace)
Hloubek je přírodní rezervace vyhlášená v roce 2017. Nachází se na území obce Šemnice v katastrálním území Sedlečko u Karlových Var v okrese Karlovy Vary v Karlovarském kraji. Název je odvozen od potoka Hloubek protékajícího při úpatí západních svahů rezervace. Předmětem ochrany jsou bučiny a suťové lesy s typickou faunou a flórou vázanou na staré svahové lesní porosty.
Od roku 1974 je území součástí CHKO Slavkovský les, avšak dosud v území nedocházelo k cíleným ochranářským zásahům. Pouze v roce 2016 bylo z vrcholových částí území odstraněno několik desítek nepůvodních modřínů.
Péčí o území je pověřena správa CHKO Slavkovský les.

## Přírodní poměry
Rezervace se nachází na severních a západních svazích Bukového vrchu (700 m) nad údolím Ohře a jejího pravostranného přítoku Hloubku. Svahy jsou místy pokryty četnými balvany a kamennými sutěmi s menšími skalkami. Na nejvíce svažitých a skalnatých místech se nacházejí suťové lesy doplněné skalní vegetací.

### Geomorfologie a geologie
Z geomorfologického hlediska náleží území do geomorfologického celku Slavkovský les. Horninové podloží tvoří granity až granodiority karlovarského plutonu.

### Flóra a fauna
Vegetace na území rezervace je tvořena převážně komplexem květnatých bučin. Ve skladbě lesa výrazně převládá buk lesní (Fagus sylvatica) jehož zastoupení tvoří 77,5 % celkové plochy území. V malé míře jsou v lesních porostech zastoupeny lípa malolistá (Tilia cordata), javor klen (Acer pseudoplatanus), smrk ztepilý (Picea abies) a nepůvodní modřín opadavý (Larix decidua). Stáří buků přesahuje 140 let, více než polovina dokonce 180 let. Podrobnější botanický průzkum nebyl doposud v území rezervace proveden. Z chráněných druhů zde roste pouze lilie zlatohlavá (Lilium martagon).
Území je významné především výskytem obratlovců vázaných na zachovalé listnaté lesy. Zvýšený zájem o území odstartoval v létě 2015 nález plcha velkého (Glis glis). V západních Čechách se vyskytuje vzácně jen na několika lokalitách v údolí Ohře okolo Stráže nad Ohří. Začátkem června 2016 byl na území potvrzen netopýr stromový (Nyctalus leisleri). V případě plcha velkého jde o jedinou známou lokalitu v CHKO Slavkovský les a o jednu z několika mála lokalit netopýra stromového. Z dalších chráněných a ohrožených živočichů žijí na území lejsek malý (Ficedula parva), holub doupňák (Columba oenas), netopýr hvízdavý (Pipistrellus pipistrellus), netopýr rezavý (Nyctalus noctula) netopýr černý (Barbastella barbastellus) a netopýr večerní (Eptesicus serotinus). Jejich výskyt je podmíněn výskytem zachovalých listnatých lesů převážně svahových bučin v navazující oblasti údolí Ohře.

## Přístup
Přestože jsou stráně na území obtížně schůdné, strmé a kamenité, velká část rezervace je dostupná po pohodlné staré lesní cestě nazývané Spodní jezdecká cesta. Cesta ve strmých svazích po vrstevnici je zpevněná starými kamennými zídkami. Po cestě je vedena červeně značená turistická stezka z Karlových Varů na Šemnickou skálu a dále pokračuje do Kyselky.